# Людиновская подпольная комсомольская группа
Люди́новская подпольная комсомольская группа — молодёжная подпольная организация, которая действовала в период Великой Отечественной войны в 1941—1942 в городе Людиново. Руководил группой Алексей Шумавцов.

## История

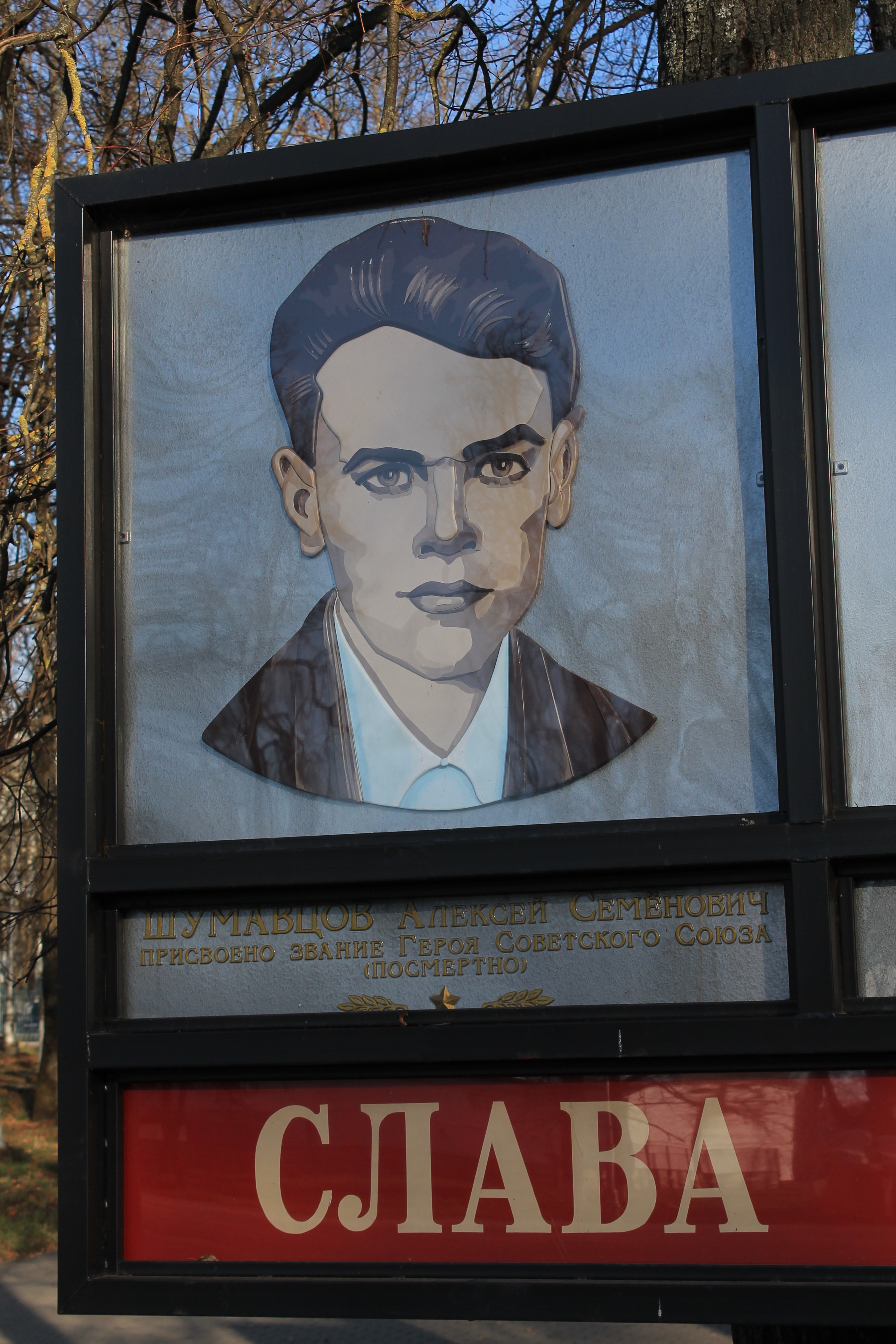
Портрет Алексея Шумавцова на стенде, посвящённом Людиновской подпольной комсомольской организации, на Аллее Славы в Людинове

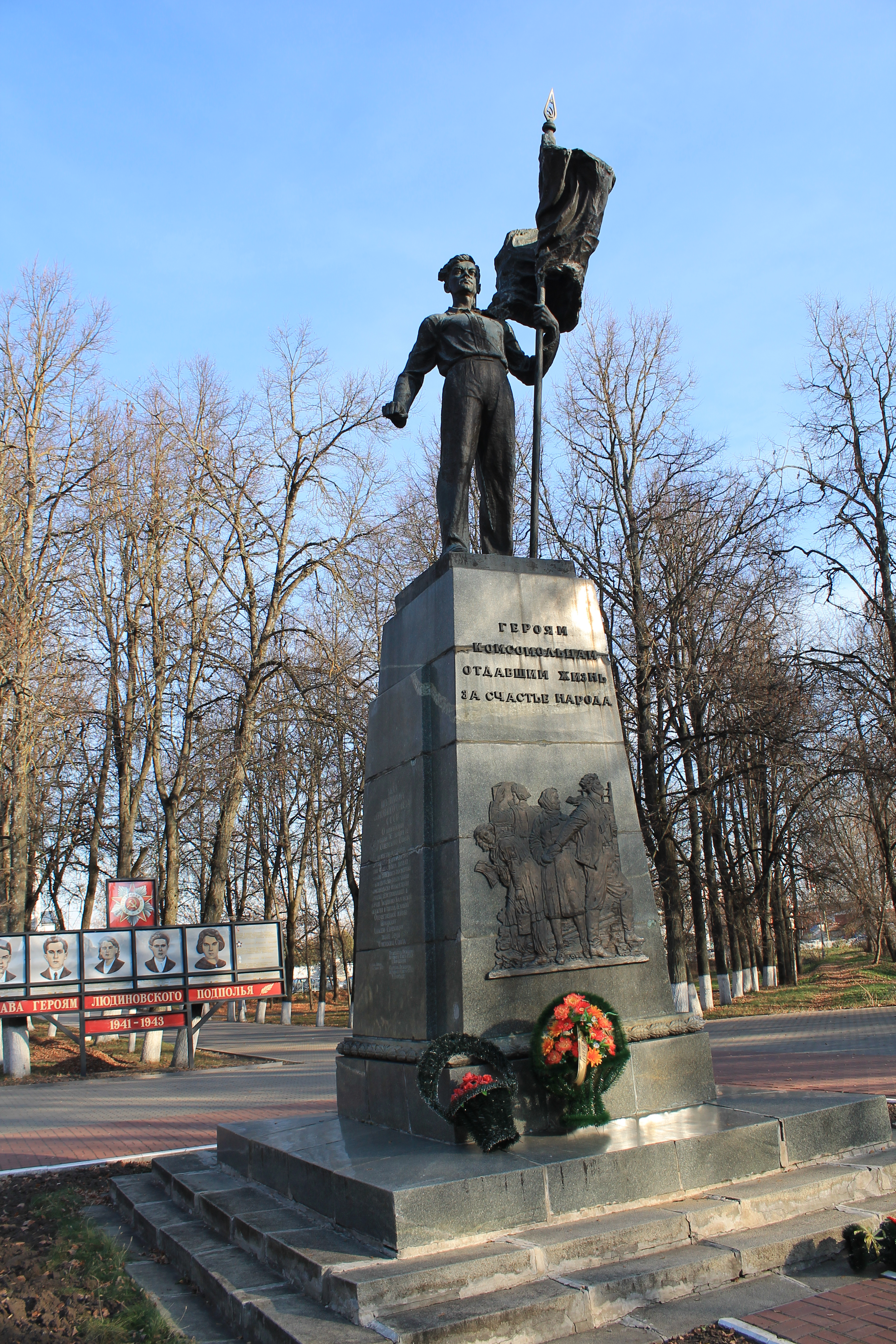
Памятник комсомольцам Людиновской комсомольской подпольной организации, погибшим в борьбе с оккупантами в годы ВОВ

Комсомольская подпольная организация, которую возглавлял бывший заместитель секретаря комсомольского комитета средней городской школы, 16-летний Алексей Шумавцов (1925—1942) (конспиративная кличка «Орёл») работала в оккупированном немецкими войсками городе Людиново дольше, чем широко известная краснодонская «Молодая гвардия». 
Еще до оккупации в Людинове сформировали два партизанских отряда. Первый, городской (условно), состоял в основном из рабочих Людиновского и Сукремльского заводов и партийно-советского актива. Командиром был назначен старший оперуполномоченный Людиновского РО НКВД В.И. Золотухин, комиссаром – секретарь Людиновского райкома ВКП(б) А.Ф. Суровцев. Подготовкой подпольщиков занимался  Василий Иванович Золотухин. 
В оккупированном немцами городе Алексей был оставлен для подпольной работы. Устроился электриком на локомобильный завод. Созданная им группа подпольщиков собирала сведения о перемещениях немецких войск в прифронтовой полосе, о местах размещения вражеских складов боеприпасов и горючего, об оборонительных сооружениях и передавала эти сведения партизанам. На основании полученных сообщений советская авиация наносила прицельные удары по противнику. Кроме того, группой Шумавцова был проведён ряд диверсионных актов: взорван мост, уничтожены электростанция и склад горючего, подорваны десятки грузовых машин врага.
В январе 1942 года А. С. Шумавцов получил задание разведать систему обороны немцев северо-западнее Людиново. Алексей успешно справился с поставленной задачей, собрал необходимые данные, которые были переданы советскому командованию.
В конце 1942 года предатель, работавший мастером на локомобильном заводе, узнал о подпольщиках, выследил и выдал членов подпольной организации врагу. В октябре 1942 года ядро организации во главе с Шумавцовым было арестовано. На допросах подпольщики подвергались жестоким пыткам и истязаниям. Немецких следователей в первую очередь интересовало местонахождение партизан, фамилии членов организации. Но подпольщики молчали. 10 ноября 1942 года после зверских пыток на окраине города Людиново Шумавцов с группой подпольщиков был казнëн оккупантами.

## Память

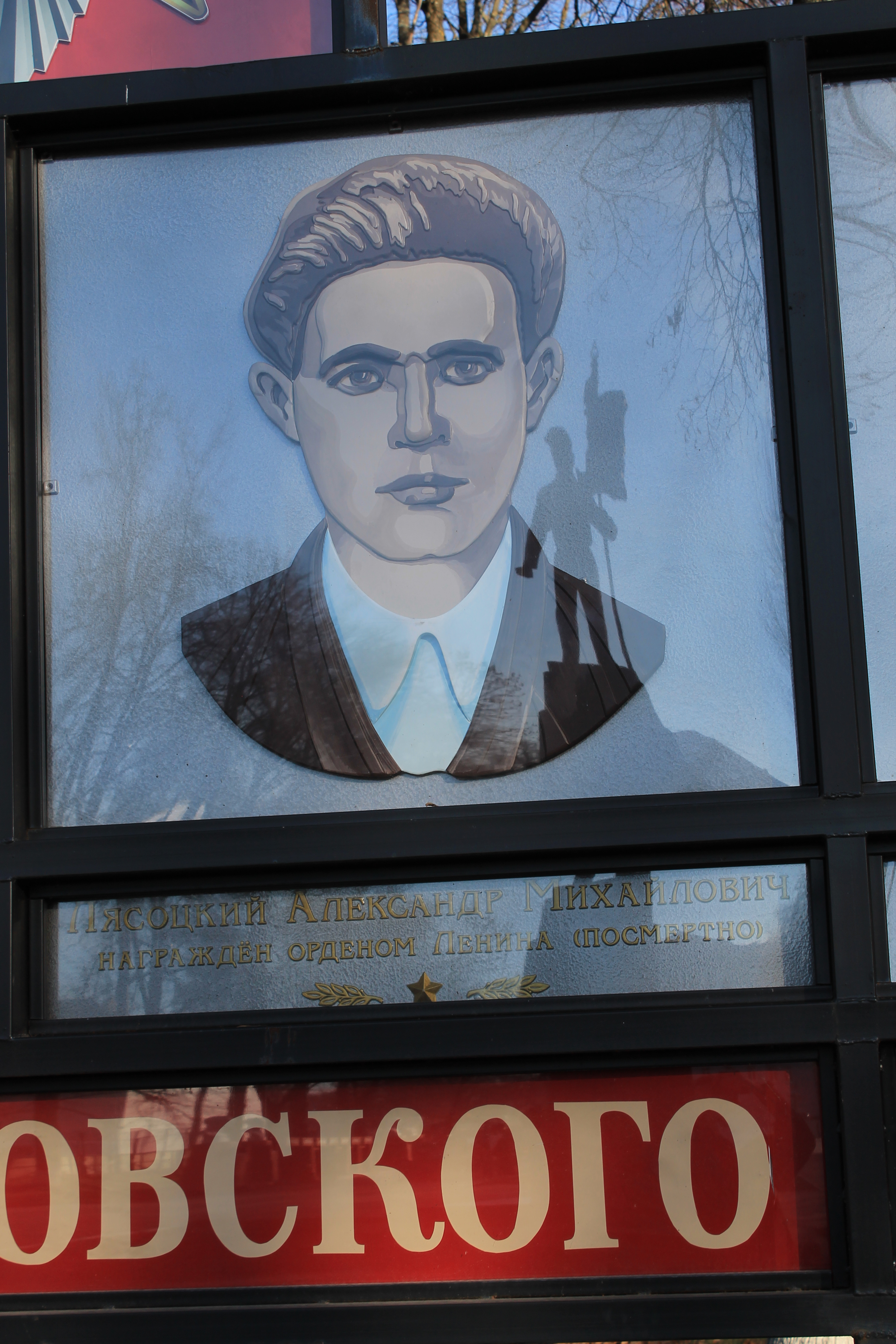
Александр Лясоцкий. Портрет на стенде на Аллее Славы

О подвиге людиновских подпольщиков и самого А. Шумавцова долгое время не знали.
В ноябре 1956 года на Павелецком вокзале в Москве был арестован, а позднее приговорен к смертной казни предатель Дмитрий Иванов, который с января 1942 года по сентябрь 1943 года был старшим следователем полиции в оккупированном Людинове. Следствие и суд над предателем приоткрыли завесу забытья героев.
10 октября 1957 года Шумавцов посмертно получил звание Героя Советского Союза, А. Апатьев, Лясоцкий, Александра и Антонина Хотеевы посмертно награждены орденами Ленина, В. Апатьев и Евтеев — орденами Красного Знамени. З. Хотеева (Михаленко) награждена орденом Красного Знамени, Фирсова (Савкина) и А. Хрычикова (Ананьева) — орденами Красной Звезды.
В Людиново работает Музей комсомольской боевой славы им. героев Людиновского подполья.
5 мая 2016 года был презентован фильм, посвященный Людиновским подпольщикам — «72 часа». Режиссер фильма Кира Ангелина.